# 湯川博士
湯川 博士（ゆかわ ひろし、1945年2月25日 - ）は、将棋を中心としたフリーライター、観戦記者。本名は湯川博美（ゆかわ・ひろみ）。妻は、将棋・囲碁の観戦記者で、元女流アマ名人の湯川恵子。
「将棋ペンクラブ」代表幹事。NPO「将棋を世界に広める会（ISPS）」理事。NPO「チェス将棋交流協会」理事。

## 経歴
青森県大湊生まれ、東京に育つ。東京都立城北高等学校卒業。法政大学社会学部卒業。雑誌編集者、週刊誌記者、出版社営業を経て、将棋雑誌『枻』に記事を執筆。1978年8月から日本アマチュア将棋連盟の機関雑誌「将棋ジャーナル」の編集長をつとめ、ユニークな企画で人気雑誌とする。
1984年12月に編集長を辞し、フリーライターへ。「将棋ジャーナル」での連載をまとめた『なぜか将棋人生』は、それまでの湯川の多彩な人脈で知り合った、将棋に熱中する、有名・無名の様々な人々を紹介するルポであった。
その後、情報センター出版局から、一般読者向けに将棋（及び将棋に関わる人々）の魅力を紹介する著書を続けて三冊刊行。その後は、将棋専門の紙誌への寄稿を中心とした仕事を行う。なかでも、「週刊将棋」に連載された『定跡なんかフッとばせ』『奇襲大全』『秘伝大道棋』『おもしろゲーム将棋』の四部作は、従来の将棋書にないユニークな切り口が話題となった。
1987年には、将棋を愛する作家や観戦記者の集まり「将棋ペンクラブ」の創設に参加し、長らく代表幹事をつとめている。機関誌『将棋ペン倶楽部 通信』の編集長。
1996年、羽生善治・湯川博士「羽生善治“考える方法”」（月刊宝石、96.4月号）により、第8回将棋ペンクラブ大賞の一般部門・大賞を受賞。2004年、加賀さやか・安恵照剛・湯川博士『将棋のひみつ』（学習研究社、03.6）により第16回将棋ペンクラブ大賞一般部門・部門賞を受賞。2007年、『大江戸将棋所　伊藤宗印伝』（小学館、06.6）により第19回将棋ペンクラブ大賞文芸部門・大賞を受賞。
近年はチェスにも興味をもち、1990年から「朝霞チェスクラブ」に関わり、1995年にはチェス同人雑誌『チェックメイト』を創刊。2003年にはNPO「チェス将棋交流協会」を創設し、理事となる。また、チェス関係の書籍も刊行している。
また、趣味の落語をいかし、毎年の年末に将棋関係者を集めた「将棋寄席」を開催。「仏家シャベル」の芸名で落語を披露している。
他に街頭紙芝居等の話芸研究会「蛙の会」にも参加している。
2006年には、初の小説『大江戸将棋所 伊藤宗印伝』を刊行。「将棋ペンクラブ大賞」文芸部門を受賞。

## 刊行本

### 単著
- 定跡なんかフッとばせ 駒落ち必勝法 毎日コミュニケーションズ 1985.9（のち、MYCOM将棋文庫）
- なぜか将棋人生 朝日新聞社 1986.7
- ここで将棋と会いました 9×9は日本人の文化である 情報センター出版局　1986.10
- 欧米を凌ぐ将棋発想 9×9は日本人のビジネス兵器である 情報センター出版局 1987.5
- 谷川浩司の実戦将棋道場〈入門編〉(シミュレーション将棋ブックス 1) 学習研究社 1988.2
- 谷川浩司の実戦将棋道場〈応用編〉(シミュレーション将棋ブックス 2) 学習研究社 1988.2
- 谷川浩司の実戦将棋道場〈実践編〉(シミュレーション将棋ブックス 3) 学習研究社 1988.2
- 地獄は将棋指しに聞け 9×9は日本人のクスリである 情報センター出版局 1989.1
- 奇襲大全 週刊将棋編 毎日コミュニケーションズ 1989.12（のち『新版・奇襲大全』としてマイナビ出版から再刊。のち『奇襲大全』としてマイナビ将棋文庫で再刊）
- 秘伝大道棋 週刊将棋編 毎日コミュニケーションズ 1990.7（のち『蘇る秘伝大道棋』としてマイナビ出版から再刊）
- おもしろゲーム将棋 異次元で遊べ！ 週刊将棋編 毎日コミュニケーションズ 1991.9
- 奇襲!!将棋ウォーズ 屋敷伸之の忍者将棋 屋敷伸之（監修）湯川博士著 高橋書店 1992.2
- 一手劇場 将棋巷談 毎日コミュニケーションズ 1993.3
- ぐんぐん強くなる将棋入門 学習研究社 1998.7
- 将棋ファンにも楽しめる 初めてのチェス1手・2手詰集 湯川博士著,若島正監修 山海堂 2003.10
- 振り飛車党列伝 毎日コミュニケーションズ 2005.11
- 大江戸将棋所 伊藤宗印伝 小学館（小学館文庫） 2006.6
- 秘伝将棋無双 詰将棋の聖典「詰むや詰まざるや」に挑戦! 湯川博士著,門脇芳雄監修 山海堂 2006.6
- 落語うんちく事典 河出書房新社（河出文庫） 2008.9
- 山姥は、夜走る 朝日新聞出版（朝日文庫） 2010.4
- 強くなる将棋: はじめてでも勝てる!プロ棋士のワザ 羽生善治監修, 湯川博士著、学研プラス 2018/4/3
- 強くなる将棋　駒と将棋盤つき 羽生善治監修, 湯川博士著、学研プラス  2018/7/31

### 共著
- プロに勝った! 駒落ち将棋必勝法 湯川博士,湯川恵子共著 小学館 1994.8
- ジャック・ピノーのダイナミックチェス入門 ジャック・ピノー著,湯川博士協力 山海堂 1995.2
- 言わせてもらえば 夫婦の折り返し地点に立ちどまって… 湯川博士,湯川恵子共著 毎日コミュニケーションズ　1995.11
- 将棋のひみつ 漫画加賀さやか,監修安恵照剛,構成湯川博士 学習研究社 2003.6
- 振り飛車ワールド 第1巻 毎日コミュニケーションズ 編 毎日コミュニケーションズ 2003
- 振り飛車ワールド 第2巻 毎日コミュニケーションズ 編 毎日コミュニケーションズ 2003
- 振り飛車ワールド 第3巻 毎日コミュニケーションズ 編 毎日コミュニケーションズ 2003
- 振り飛車ワールド 第4巻 毎日コミュニケーションズ 編 毎日コミュニケーションズ 2003
- 振り飛車ワールド 第5巻 毎日コミュニケーションズ 編 毎日コミュニケーションズ 2003
- 振り飛車ワールド 第6巻 毎日コミュニケーションズ 編 毎日コミュニケーションズ 2003
- 振り飛車ワールド 2004 第1巻 毎日コミュニケーションズ 編 毎日コミュニケーションズ 2004
- 振り飛車ワールド 2004 第2巻 毎日コミュニケーションズ 編 毎日コミュニケーションズ 2004
- 振り飛車ワールド 2004 第3巻 毎日コミュニケーションズ 編 毎日コミュニケーションズ 2004
- 振り飛車ワールド 2004 第4巻 毎日コミュニケーションズ 編 毎日コミュニケーションズ 2004

## TV出演
- 開運!なんでも鑑定団（テレビ東京、2014年7月1日）
- バイキング（フジテレビ、2016年10月20日）

## CD-ROM
- 『世界の将棋 Chess Games of the World』湯川博士編 アスク 1999